# کایشیادوریس
کایشیادوریس (به لاتین: Kaišiadorys) در لیتوانی با جمعیت ۱۰٬۰۰۲ نفر است که در شهرستان کاوناس واقع شده‌است.